# Au BOX
au BOX（エーユーボックス）とは、KDDIおよび沖縄セルラー電話の各auブランドが提供する、PCが無くてもLISMOのサービスおよびauひかり（旧・ひかりone）のテレビサービスやインターネットサービスを受けることのできる機器である。このサービスで使用されるセットトップボックスはモトローラ製の「VIP-1830」である。
2009年10月1日、販売予定台数に達したとして11月以降の新規受付の終了を発表した。また、auひかりのセットトップボックスとしては2011年3月31日で新規受付を終了した。
後継機としてHD-STBが2010年6月2日から提供を開始された。2015年8月13日にサービスが終了しCD・DVDプレイヤーとしての機能のみが利用できる。

## サービス概要
利用するにはau携帯電話のCDMA 1X WINまたはauひかりの契約が必要で、1年以内に解約する場合は5250円の違約金がかかる。テレビサービスを利用するにはauひかり TVサービスを契約する必要がある。音楽配信・動画配信・ブラウザ利用には利用するプロバイダには制限がないが、利用するインターネット環境は最低でもADSL10Mbps以上またはケーブルテレビ接続または光ファイバー接続が必要。au携帯電話に曲を転送するには、法人向けを除くKCP+対応機種（ただし例外としてE08Tに限り、法人向けKCP+対応機種に関わらず、着うたフルプラスやLISMO Videoなどに対応している）である必要がある。
au携帯電話のオプション契約としての利用料金は月額315円。auひかりのオプション契約としての利用料金は月額2,520円。

## サービス内容

### 音楽
- CD・DVDドライブを搭載しているため音楽と映像の両方を楽しめる。
- CDから楽曲を取り込んでKCP+対応のau携帯電話およびソニー製のデジタルオーディオプレーヤー「ウォークマン」に転送して音楽を聴くことができる。
- au携帯電話でダウンロードした着うたフルを内蔵スピーカーで聞くことができる。
- インターネット接続環境があれば音楽配信「mora for LISMO」で購入した楽曲を内蔵スピーカーで、またはau携帯電話および「ウォークマン」に転送して音楽を聴くことができる。
- 1GBのフラッシュメモリを搭載し、このうち約200MBをコンテンツ保存用に利用できる。

### 映像
- DVDプレイヤーとして映像を鑑賞することが出来る。
- インターネット接続環境があれば映像配信「LISMO VIDEO STORE」で購入したビデオを携帯電話に転送して携帯電話で鑑賞できる。
- auひかり契約者の場合、多チャンネル放送やビデオレンタルのサービスを利用することができる。
- ビデオデッキやビデオカメラなどの映像をau携帯電話で鑑賞できる動画（3GPP2・拡張子3g2）に変換できる機能を持っている。

### インターネット
- Operaを搭載しているので付属のリモコンによりインターネットを見ることができる。

## VIP1830
- モトローラ（Motorola）製
- 外部映像入出力：RCA 出力（1系統）、S1/S2TV （1系統）
- 外部音声入出力：アナログステレオRCA（1系統）、ステレオミニ（1端子、携帯電話音声入力）
- USB 2.0 2端子
- LAN（1系統）
- 寸法 幅266 mm × 高さ80 mm（脚含む） × 奥行き221 mm 質量1.6 kg
- 消費電力 20 W （スタンバイ7 W）